# برماگی، نیو ساوت ولز
برماگی (به انگلیسی: Bermagui) یک شهرک در استرالیا است که در نیو ساوت ولز واقع شده‌است.